# Colibri de Burmeister
Pour les articles homonymes, voir Burmeister.
Microstilbon burmeisteri
Genre
Espèce
Synonymes
- Chaetocercus burmeisteri Sclater, 1888
(protonyme)

Répartition géographique
Statut de conservation UICN

 LC  : Préoccupation mineure
Statut CITES
Le Colibri de Burmeister (Microstilbon burmeisteri) unique représentant du genre Microstilbon, est une espèce de colibris de la sous-famille des Trochilinae et de la tribu des Mellisugini.
Son nom est attribué au zoologiste argentin Hermann Burmeister (1807-1892).

## Distribution
Le Colibri de Burmeister est présent en Colombie et en Argentine.

## Référence
(en) « Neotropical Birds Online », Cornell Lab of Ornithology, 25 juillet 2011